# ستيفن هاربر
ستيفين جوزيف هاربر (30 أبريل 1959 -)، رئيس الوزراء الكندي السابق وزعيم حزب المحافظين الكندي السابق. شغل منصب رئيس الوزراء منذ عام 2006 وحتى 2015. درس الاقتصاد في الثمانينات في جامعة كالغاري وبدأ مهنته السياسية في اليمين. في العام 2002 أصبح قائد حزب المحافظين الكندي وربح في الإنتخبات النيابية. وفي العام 2003 وحد حزبي المحافظين الحزب المحافظ التقدمي والتحالف الكندي وانتخب قائداً للحزب الجديد، لكنه خسر في الانتخابات عام 2004.
وفاز للمرة الثانية في انتخابات أكتوبر 2008 وبعدها هزم حزبه في انتخابات 2015.

## النشأة والتعليم
ولد هاربر ونشأ في ليسايد، تورنتو، وهو أول ثلاثة أبناء لمارغريت (ني جونستون) وجوزيف هاريس هاربر، محاسب في إمبريال أويل. تعود أصول عائلة هاربر إلى يوركشاير، إنجلترا، إذ هاجر كريستوفر هاربر من يوركشاير إلى نوفا سكوشا في عام 1784، حيث عمل لاحقًا كقاضي السلام في المنطقة التي أصبحت الآن نيو برونزويك.
التحق هاربر بمدرسة نورثليا العامة، ثم التحق بمدرسة جون ج. تخرج من المدرسة الثانوية في عام 1978، وكان عضوًا في فريق ريتشفيو كوليجيت في الوصول إلى القمة، وهو برنامج مسابقات أكاديمي متلفز لطلاب المدارس الثانوية. التحق هاربر بجامعة تورنتو لكنه ترك الدراسة بعد شهرين. ثم انتقل إلى إدمونتون، ألبرتا، حيث وجد عملًا في غرفة البريد في إمبريال أويل. في وقت لاحق، تقدم للعمل على أنظمة الكمبيوتر الخاصة بالشركة. عاد مرة أخرى للدراسات ما بعد الثانوية في جامعة كالجاري، حيث أكمل درجة البكالوريوس في الاقتصاد عام 1985. وعاد هناك لاحقًا للحصول على درجة الماجستير في الاقتصاد، والتي اكتملت في عام 1991.
حافظ هاربر طوال حياته المهنية على روابط قوية مع جامعة كالجاري. تدرب هاربر كخبير اقتصادي، وكان أول رئيس وزراء حاصل على شهادة في الاقتصاد منذ بيير ترودو وأول رئيس وزراء بدون شهادة في القانون منذ جو كلارك.

## بداياته السياسية
شارك هاربر في السياسة بصفة عضو في نادي الشباب الليبراليين في مدرسته الثانوية. غير ولاءه السياسي في وقت لاحق لأنه اختلف مع برنامج الطاقة الوطني (إن إي بّي) لحكومة بيير ترودو الليبرالية. أصبح كبير مساعدي حزب المحافظين التقدمي (بّي سي) عضو البرلمان (إم بّي) جيم هوكس في عام 1985، لكنه أصيب لاحقًا بخيبة أمل من الحزب وحكومة بريان مولروني، وخاصة السياسة المالية للإدارة وعجزها عن إلغاء إن إي بّي حتى عام 1986. غادر حزب المؤتمر السياسي في نفس العام.
لاحقًا، أوصى به بوب مانسيل -الاقتصادي بجامعة كالياري- إلى بريستون مانينغ، مؤسس وزعيم حزب الإصلاح الشعبوي الكندي اليميني. في ذلك الوقت، قال مانسيل لشبكة سي بي سي نيوز: لم يكن يرى نفسه سياسيًا، مضيفًا أن السياسة لم تكن حبه الأول.
دعاه مانينغ للمشاركة في الحزب، وألقى هاربر خطابًا في المؤتمر التأسيسي لعام 1987 في وينيبيغ. أصبح كبير مسؤولي السياسات في حزب الإصلاح، ولعب دورًا رئيسيًا في صياغة البرنامج الانتخابي لعام 1988. برنامج انتخابات 1988 المعروف أيضًا باسم الكتاب الأزرق، والذي ساعد في تشكيل مبادئ وسياسات الحزب. تأثر هاربر بمعلمه السياسي توم فلاناغان عند تأليف الكتاب. يعود الفضل إليه في إنشاء شعار حملة الإصلاح، الغرب يريد الدخول!
ترشح هاربر لمجلس العموم الكندي في الانتخابات الفيدرالية لعام 1988، وظهر على بطاقة الاقتراع باسم ستيف هاربر في كالجاري ويست وخسر بهامش كبير أمام هوكس. بعد انتخاب مرشحة الإصلاح ديبورا غراي كأول نائبة عن الحزب في انتخابات فرعية عام 1989، أصبح هاربر مساعدًا تنفيذيًا في غراي، وكان كبير مستشاريها وكاتب خطاباتها حتى عام 1993. وبقي بارزًا في التنظيم الوطني لحزب الإصلاح في دوره كرئيس للسياسة، وشجع الحزب على التوسع خارج قاعدته الغربية، وجادل بأن الأحزاب الإقليمية بصرامة كانت معرضة لخطر الاستيلاء عليها من قبل العناصر المتطرفة. ألقى خطابًا في المؤتمر الوطني لحزب الإصلاح عام 1991، حيث أدان الآراء المتطرفة.
أصبحت علاقة هاربر مع مانينغ متوترة في عام 1992، بسبب الاستراتيجيات المتضاربة حول اتفاقية شارلوت تاون. عارض هاربر الاتفاق من حيث المبدأ لأسباب أيديولوجية، بينما كان مانينغ في البداية أكثر انفتاحًا على التسوية. انتقد هاربر أيضًا قرار مانينغ بتعيين ريك أندرسون مستشارًا، معتقدًا أن أندرسون لم يكن ملتزمًا بما فيه الكفاية بمبادئ حزب الإصلاح. استقال من منصب رئيس السياسة في أكتوبر 1992.
ترشح هاربر للمنصب مرة أخرى في الانتخابات الفيدرالية عام 1993، وهزم جيم هوكس وسط إنجاز إصلاحي كبير في غرب كندا. من المحتمل أن استفادت حملته من حملة مطبوعة وتلفزيونية بقيمة 50000 دولار نظمها التحالف الوطني للمواطنين ضد هوكس، على الرغم من أن إن سي سي لم تؤيد هاربر بشكل مباشر.

## سياساته
يُعد هاربر نصيرا لدولة إسرائيل، فأشارت حملة أطلقها كنديون يعيشون في إسرائيل بأنه «وقف إلى جانب دولة إسرائيل في قضايا رئيسية، من ضمنها المعركة ضد حركة المقاطعة وسحب الاستثمارات وفرض العقوبات (BDS)، المعركة ضد برنامج إيران للأسلحة النووية ومعركة إسرائيل ضد التمييز في الأمم المتحدة». وفي عهدة أُعلن اتفاق التجارة الحرة بين كندا ورابطة التجارة الحرة الأوروبية، وقام هاربر بزيارتين للقوات الكندية في أفغانستان، الأولى عام 2006 والثانية على خط جبهة جنوب قندهار عام 2007، وفي فترته خفض مصاريف وزارة الدفاع لما دون ال 1% من إجمالي الناتج المحلي الكندي.
لستيفين جوزيف تصريحات وصف فيها «الإسلاموية» بأنها أكبر تهديد لكندا، واستخدم فيها كلمة «الإرهاب الإسلامي» قائلا أنه ليس محدودا بأفغانستان أو مكان ما في الشرق الأوسط، بل حول العالم، مشيرا إلى العنف في نيجيريا. في 2014، قرر المجلس الوطني لمسلمي كندا مقاضاة هاربر بعد أن لم يعتذر لإدعاءه أن للجماعة علاقة بإرهابيين.

## حياته الشخصية
تزوج هاربر مرتين، ولديه طفلان، بنيامين وريتشل، وهما يدرسا في مدرسة عامّة في كندا، وهو أحد أعضاء طائفة «التحالف المسيحي والتبشيري» الإنجيلية. وهو متابع شغوف لرياضة هوكي الجليد.

## روابط خارجية
- ستيفن هاربر على موقع IMDb (الإنجليزية)
- ستيفن هاربر على موقع الموسوعة البريطانية (الإنجليزية)
- ستيفن هاربر على موقع مونزينجر (الألمانية)
- ستيفن هاربر على موقع إن إن دي بي (الإنجليزية)
- ستيفن هاربر على موقع قاعدة بيانات الفيلم (الإنجليزية)